# Alysicarpus polygonoides
Alysicarpus polygonoides là một loài thực vật có hoa trong họ Đậu. Loài này được Romariz miêu tả khoa học đầu tiên.